# Alphonse Van Hoeck
Alphonse (Alfons) Guillaume Van Hoeck, né le 26 août 1890 à Turnhout et y décédé le 20 avril 1957  est homme politique belge flamand, membre du parti catholique.
Après une candidature en Lettres et Philosophie, il devint employé auprès du Belgische Boerenbond à Louvain et journaliste. Pendant la guerre 14-18, il fut volontaire et termina comme invalide du guerre. De 1918 à 1920, il fut rédacteur du De Kempenaar et ensuite de Het Aankondigingsblad, avant d'en devenir rédacteur en chef (1921-25); de 1920-38 il fut actif à De Arbeider, feuille syndicale chrétienne. 

En 1921, il fut élu conseiller communal de Turnhout et ensuite en devint échevin jusqu'en 1936, où il devint bourgmestre (1932-1946). Il fut élu député de son arrondissement (1919-1946).
Ses deux fils Albert (nl) et Jozef ont chacun écrit plusieurs romans ou pièces de théâtre.
,

## Ouvrages
- « La droite flamande et la question des langues à l'armée : Ce que nous dit M. Van Hoeck, député catholique et échevin de Turnhout », La Nation belge,‎ 14 août 1929

- (nl) « Le statut des langues à l'armée » [« Het taalstatuut in het leger »], De Standaard,‎ 12 juin 1937

- (nl) « De vervlaamsching van het leger », dans Verslag van het 12de congres van de Katholieke Vlaamsche Landsbond, 1931La flamandisation de l'armée in Minutes du 12e congrès de l'Association nationale catholique flamande (nl)